# Cranichis callifera
Cranichis callifera är en orkidéart som beskrevs av Leslie Andrew Garay. Cranichis callifera ingår i släktet Cranichis, och familjen orkidéer. Inga underarter finns listade i Catalogue of Life.